# كأس إفريقيا للأندية البطلة 1987
كأس أفريقيا للأندية البطلة 1987 هي النسخة 23 من دوري أبطال أفريقيا .
توج الأهلي المصري بالكأس على حساب الهلال السوداني .

## النهائي

### مباراة الإياب
| الأهلي مصر                         | 0-2   | الهلال السودان |
| ---------------------------------- | ----- | -------------- |
| - الثعلب 5' (هـ.ذ) - أيمن شوقي 42' | تقرير |                |

## البطل
| دوري أبطال أفريقيا 1987 |
| ----------------------- |
| الأهلي ثان لقب          |

## أنظر أيضاُ
- الطيب عبد الله